# Aqüeducte de Gàdara
L'Aqüeducte de Gàdara és un aqüeducte romà dissenyat per a proveir d'aigua a la ciutat de Gàdara, en el que avui és Jordània, i el túnel més llarg conegut de l'antiguitat. Amb 170 quilòmetres de llarg, l'espai va ser construït amb la tecnologia dels qanats, és a dir, com una sèrie d'eixos verticals, que estaven connectats baix terra des dels costats oposats dels túnels de suau pendent. La secció més llarga va incloure una longitud de 94 km. En part, segueix el curs d'un aqüeducte hel·lenístic major, podria dir-se que el treball d'excavació es va iniciar després d'una visita de l'emperador Hadrià entre el 129 i 130 després de Crist. L'Aqüeducte de Gadara mai no va ser acabat i només algunes seccions van ser posades en servei. Es va descobrir i explorar tardanament, en 2004.